# Hamilton Lloyds
Hamilton Lloyds je bil mladinski hokejski klub iz Hamiltona. Deloval je v ligi Ontario Hockey Association v sezoni 1945/46. Domača dvorana kluba je bila Barton Street Arena, tudi znana kot Hamilton Forum.
Klub je končal na osmem mestu, zadnjem v ligi. Naslednje leto se je preimenoval v Hamilton Szabos. 

## NHL igralci
Štirje igralci so napredovali do lige NHL:

Ray Frederick

Stephen Kraftcheck

Glen Sonmor

Jack Stoddard

## Izidi
| Sezona  | Moštvo | Tekem | Zmag | Porazov | Remijev | TOČ | %     | GF | GA  | Uvrstitev |
| 1945/46 | Lloyds | 28    | 3    | 25      | 0       | 6   | 0.107 | 76 | 229 | 8. v OHA  |
| 1946/47 | Szabos | 38    | 6    | 32      | 0       | 12  | 0.158 | 76 | 313 | 9. v OHA  |